# تادیوش کوالیک

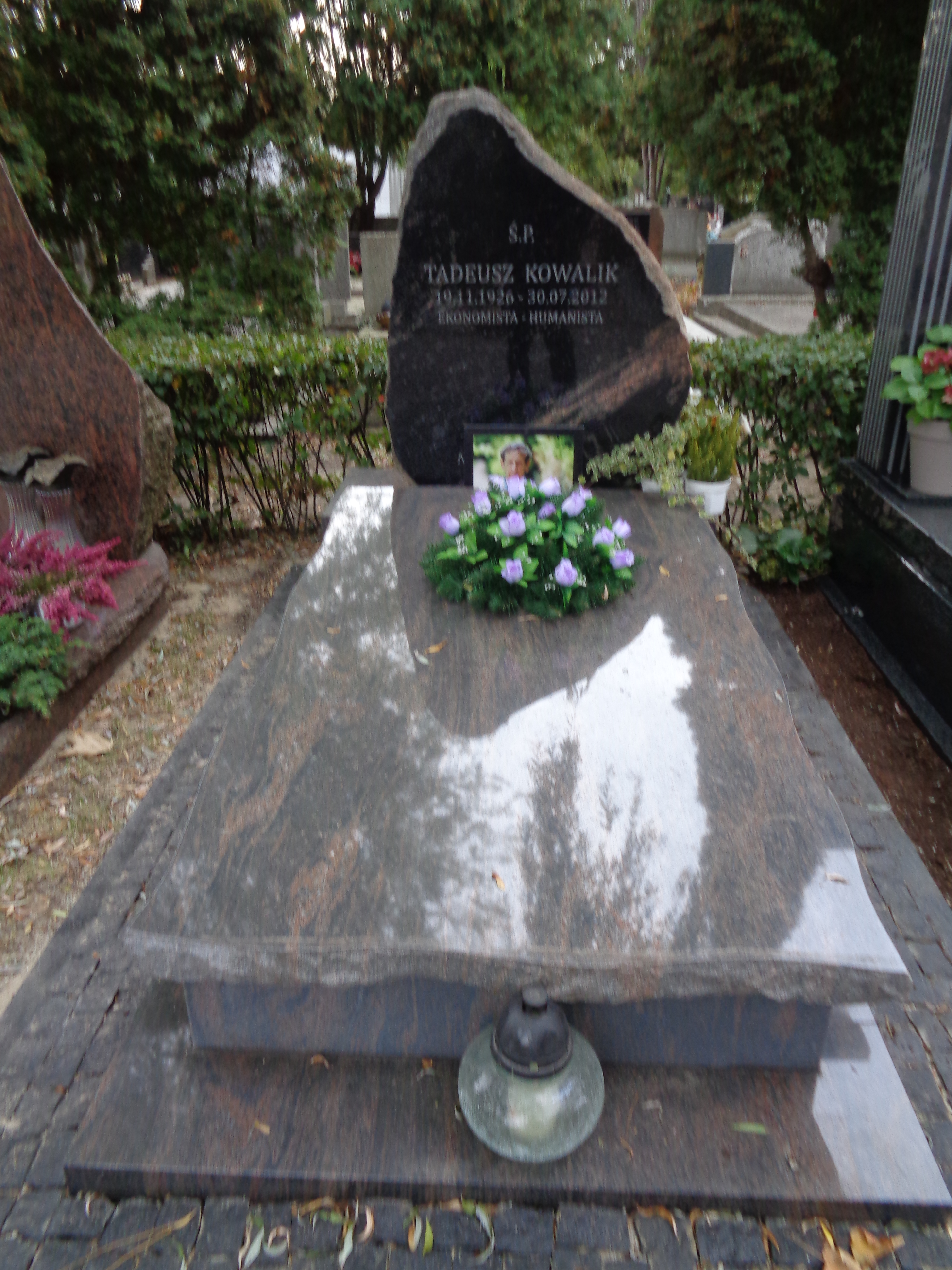
نمایی از سنگ‌مزار تادیوش کوالیک در ورشو - ۲۰۱۶

تادیوش کوالیک (Tadeusz Kowalik) ‏(۱۹ نوامبر ۱۹۲۶ – ۳۰ ژوئیه ۲۰۱۲) یک اقتصاددان، متفکر عمومی و کنشگر سیاسی و اجتماعی لهستانی بود. او به عنوان یک نویسنده پرکار مقالات اقتصاد سیاسی، به دلیل اظهار دیدگاه‌های مخالف چپی اش در جریان تغییر سیستمی لهستان (در سال ۱۹۸۹ میلادی و پس از آن) معروف است.

## زندگی‌نامه
تادیوش کوالیک در کاجیتانوکا نزدیک لوبلین که در آن زمان لهستان مرکزی-شرقی بود، متولد شد. در نوجوانی به دلیل عقب ماندگی اقتصادی منطقه‌اش تحت رژیم Senation پسا جنگ و پس از آن اشغال آلمان نازی، بنیادگرا تربیت شد. در سال ۱۹۴۶ میلادی او به شاخه جوان حزب کارگران کمونیست لهستان پیوست و در سال ۱۹۵۱ میلادی از دانشگاه ورشو فارغ‌التحصیل گردید.
کوالیک در اوج زندگی حرفه‌ی‌اش، اقتصاددان ارشد سیاسی، استاد اقتصاد و انسان‌شناسی، متخصص در تحلیل مقایسه‌ای سیستم‌های اقتصادی و مورخ اندیشه‌های اقتصادی بود. او از سال ۱۹۶۰ میلادی در بخش‌های فرعی آکادمی علوم لهستان، از سال ۱۹۹۳ میلادی در مؤسسه اقتصاد آکادمی علوم لهستان کار کرد، در مؤسسات تحصیلات عالی ورشو (دانشگاه علوم اجتماعی حزب کمونیست و پس از آن در دانشگاه‌های اقتصاد و تجارت) و در دانشگاه‌های خارجی و مؤسسات علمی، مثل کامبریج، مرکز بین‌المللی دانشمندان وودراو ویلسن در واشینگتن، دی.سی.، آکسفورد، دانشگاه یورک در تورونتو و مدرسه جدید تحقیقات اجتماعی نیویورک تدریس کرد. کوالیک قبل از این‌که در لهستان استاد شود (سال ۱۹۸۹ میلادی)، تمام این وظایف خارجی را تکمیل نمود.
کوالیک به مدت تقریباً نیم قرن طلایه‌دار بحث‌های اقتصادی در لهستان بود. او به‌صورت خاص از اقتصاددانان لهستانی رزا لوکزامبورگ، میکال کالکی و اوسکار آر. لانج متأثر شده بود که دو تن اخیر استادان او و همکاران قدیم او بودند (کوالیک با کالکی تألیفات مشترک داشتند). او همچنین با سایر دانشگاهیان حامی اپوزیسیون، از جمله فیلسوف لیزیک کولاکوسکی و اقتصاددان ولادزیمیرز بروس، کار کرده‌است. با وجود ممنوعیت‌های که مقامات کمونیست بر او تحمیل کردند، کوالیک اقتصاددانی است که بیشترین تألیف‌های نسل خود را در لهستان داشته‌است (به دلیل ممنوعیت‌های رسمی بیشتر آثار او تحت نام‌های اقتصاددان ارشد ادوارد لیپینسکی و سایر متحدین کوالیک به چاپ می‌رسیدند). از سال ۱۹۷۰، کوالیک ویراستاری آثار جمعی کالیکی توسط جرزی اوسیاتینسکی را نظارت می‌نمود.
کوالیک از سال ۱۹۴۸ میلادی عضو حزب کارگران متحد لهستان بود، جاییکه در جریان پاکسازی سال ۱۹۶۸ میلادی از آن اخراج گردیده یا از آن کنار رفت. کوالیک در سال‌های ۱۹۵۶–۶۲ در جمع مخالفین تجدیدنظر طلب کلوب (Crooked Circle Club) حضور داشت. در سال ۱۹۵۶–۵۷ او سردبیر هفته‌نامه Zycie Gospodarcze («زندگی اقتصادی») بود که به اتهام دیدگاه‌های تجدید نظرطلبانه‌ای که حمایت می‌کرد، اخراج شد (او می‌خواست سیستم بیش از حد متمرکز دولت سوسیالیستی را اصلاح کند).
او یکی از شرکت کنندگان فعال جریان چپ اپوزیسیون دموکراتیک، در دهه ۱۹۷۰ از جمله امضا کنندگان درخواست‌های متعددی بود که به مقامات کمونیست برای دفاع از کنشگران سرکوب شده پیشکش گردید. همچنین، او با گروه حقوق بشری کمیته برجسته دفاع کارگران (KOR) کار کرد. کوالیک از اعضای مؤسس جامعه درس‌های علمی (Towarzystwo Kursow Naukowych) از سال ۱۹۷۸ بود اما به‌صورت رسمی از تدریس یا انتشارات منع شده بود. در اوت ۱۹۸۰ در گدانسک، او عضو مشورتی «کمیسیون تخصصی» کمیته اعتصاب میان شرکتی بود. در سال ۱۹۸۱ میلادی اتحادیه کارگران یک‌پارچه سرکوب شد. در دهه ۱۹۸۰، کوالیک به‌طور گسترده در مطبوعات غیررسمی به چاپ پرداخته و حمایت خود را از اصول سندیکالیسم دموکراتیک اعلام کرد و در ساختارهای همبستگی شرکت نمود. کوالیک در نوشته‌هایش از ایده‌های که در دهه‌های ۱۹۲۰ و ۱۹۳۰ توسط اوسکار لانج و سایر مارکسیست‌های لهستانی، کسانی که منتقدین مؤسسه صنعتی سوسیالیست (در آن زمان شوروی) توسعه یافته بود، استفاده کرد. کوالیک در سال‌های ۱۹۸۹–۹۲ یک از سازمان‌دهنده‌های حزب کارگران متحد (Unia Pracy) بود. کوالیک از حامیان الگوی اقتصادی اجتماعی – دموکراتیک بوده و باقی ماند و با دیدگاه‌های رایج نیولیبرال دهه‌های ۱۹۸۰ و ۱۹۹۰ که بازار آزاد افسارگسیخته را ترویج می‌کردند، مخالفت کرد.
در جریان سال‌های ۱۹۹۴–۲۰۰۵، کوالیک عضو شورای استراتژی اجتماعی – اقتصادی در شورای وزیران (RSSG, Rada Strategii Społeczno-Gospodarczej przy Radzie Ministrów) بود.
او کتاب‌های زیادی، از جمله روزا لوکزامبورگ: نظریه تراکم و امپریالیسم (۱۹۷۱، ۲۰۱۴ ترجمه انگلیسی) و از یک‌پارچه تا فروش سهم: استقرار مجدد کاپیتالیسم در لهستان (۲۰۱۱) را به تنهایی و با دیگران تألیف کرده‌است.

## بازنگری در اقتصاد سیاسی کینزی
تادیوش کوالیک، همانند کازیمیرز لاسکی، شاگرد مهم میکال کالیکی بود، کسی که کالیک ایده‌هایش را در سال‌های پختگی خود، به عنوان کنشگر و نویسنده مقالات تغییر سیاسی لهستان (در حدود سال ۱۹۹۰ و پس از آن) به‌صورت عملی توسعه داد. کوالیک از نادیده گرفته شدن میراث اقتصادی روزا لوکزامبورگ، میکال کالیکی و اوسکار لانج که او فکر می‌کرد در حقیقت جدید لهستان قابل اجرا بود، ناامید شده بود. کوالیک یک متفکر باز و رویکرد غیر دگم اندیشانه برای تجزیه و تحلیل منطق اقتصاددانان مکتب‌های مختلف فکری را به میراث برد.
کوالیک بر اساس آنچه در مورد آثار لوکزامبورگ می‌دانست، دیدگاه‌های تثبیت شده انقلاب کنزی را به چالش کشید. بینش لوکزامبورگ به کوالیک ایده‌های تفسیر جدید نظریهٔ ۱۹۳۳ کالیکی را داد که باعث شد کالیکی جوانب کار خود را بازنگری کند. پس از ۱۹۶۸ میلادی، کوالیک و کالیکی در یک مقاله مشترک تحت نام «مشاهدات اصلاح اساسی» مسائل انقلاب کنزی را از نقطه نظر مباحثات مارکسیستی قبل از آن، دوباره بررسی کردند.

## نقد دگرگونی لهستان
کوالیک از دهه ۱۹۵۰، منتقد راه‌های بود که اقتصاد دولت سوسیالیستی در لهستان بر آن اجرا شده بود و بر اصلاح آن کار کرد تا این‌که از سمت سردبیری مجله رسمی اقتصادی برکنار شد. از اواخر دهه ۱۹۸۰، او در میان سرسخت‌ترین منتقدین دگرگونی سیستمی لهستان بود، دگرگونی که جوانب اقتصادی آن به‌طور گسترده بر اساس به اصلاح برنامه بالسروویچ و نوع لهستانی کاپیتالیسم بود که پس از آن توسعه یافت. به گفته کوالیک این دگرگونی در تطابق با «مفهوم سیستمی نیولیبرال انگلوساکسون» تحمیل شده بود. کوالیک که حامی مدل نوردیک توزیع اقتصادی بود، استدلال نمود که اصلاح‌طلبان لهستانی که به تازگی مسلط شده‌اند، کم‌ترین مطلوبیت را از نظر منافع اجتماعی از میان سه سناریو اقتصادی ممکن انتخاب کرده و دنبال می‌کنند. کوالیک در سال ۱۹۹۶ میلادی نوشت: «در اروپای نیمه دوم قرن بیستم، یکی از ناعادلانه‌ترین سیستم‌های اجتماعی اقتصادی در لهستان به‌وجود آمد». او استدلال کرد که نخست‌وزیر تادیوس مازویکی (اولین رئیس دولت غیر کمونیست) و حلقه او می‌توانستند، یک مسیر متفاوتی را انتخاب نمایند و از «شکست ایدیولوژیک مازویکی» صحبت کرد. کوالیک ادعا کرد که نابرابری اجتماعی، تهداب‌های نهادهای سیاسی را در لیبرال دموکراسی متزلزل می‌سازد. از اوایل دهه ۱۹۹۰، کوالیک بیشتر ایده‌های که بعداً توسط توماس پیکیتی مشهور شدند را ترویج کرد. با این حال، با وجود این‌که کوالیک در میان اقتصاددانان لهستانی برتری داشت، صدای او به‌صورت دوامدار در سیاست‌های لهستان خفه شده و دیدگاه‌هایش به حاشیه رانده شدند.